# 健儿
健兒是唐朝以后长期镇守边远地区的志願役士兵。又謂长征健儿、长行健儿、兵防健儿。健儿制度是唐代兵制改革中的重要内容之一。这种以雇佣兵、职业兵代替义务兵是中国军事体制发展史上的一件大事。
今人多稱體育選手為健兒。

## 簡介
唐初，一般情形，服兵役的人战罢即归，不担负长期性的防守任务，而防守任务主要由府兵充当。由于后来戰爭日益增多，府兵镇守制度逐渐不可行。因而从高宗显庆起，开始募兵充当镇兵，而镇兵也逐渐发展成定期制，期限为二年到三年。
约在玄宗开元二年（714年），镇兵已经称作“健儿”。那时的役期已延长为四年到六年。后来朝廷经常在即将复员的镇兵中召募自愿者留下来，并给以銀錢赏赐。
开元二十五年，下诏召募丁壮为长征健儿，允许携家带口，并分配以田地房屋，以便久住。次年又下令停止从各州差遣兵役，长征健儿终身免除课役，其装备给养全部由国家供应。自此又称为“官健”。这些健儿代替了原来轮番戊守的府兵，是唐代兵制变革中的重要内容。
安史之乱以后，内地也开始设置军镇，而镇兵多为官健。尽管官健的主要任务是出征和军镇防守，但也有少数被派到关中备御吐蕃，称“防秋兵”。官健大多来源于无产业者，往往世襲，父传子，兄传弟，世代为兵。久而久之，成为一股特殊势力。唐末，藩镇割据所依赖的军事主力就是官健。